# Tour de France 2011/17. Etappe
Die 17. Etappe der Tour de France 2011 am 20. Juli führte über 179 Kilometer von Gap nach Pinerolo in Italien. Es war der einzige Auslandsbesuch dieser Tour de France. Auf dieser Hochgebirgsetappe gab es eine Sprintwertung und insgesamt fünf Bergwertungen, davon eine der 1. und je zwei der 2. und 3. Kategorie. Wie am Vortag gingen noch 170 der 198 gemeldeten Fahrer an den Start.

## Rennverlauf
Wenige Kilometer nach dem Start zog Sandy Casar davon. Ihm folgten Linus Gerdemann, Luis León Sánchez, Rémy Di Gregorio, Rui Costa, Edvald Boasson Hagen, Geraint Thomas, Danilo Hondo, Tejay van Garderen und Thomas De Gendt. Thor Hushovd und Nicolas Roche folgten ihnen, wurden aber wieder vom Feld eingefangen. Das Gleiche passierte der Spitzengruppe 41 km nach dem Start. Die erste Rennstunde war mit 51,3 km/h auch wieder sehr schnell gewesen. Es folgten weitere Angriffe, wobei das Feld auch kurzfristig auseinandergerissen wurde. Später bildete sich aus drei kleineren Gruppen eine 14-köpfige Spitzengruppe, unter denen sich erneut Casar und Boasson Hagen wiederfanden. Auch für Rubén Pérez war es schon die vierte Etappe, bei der er sich in einer Ausreißergruppe befand. Zu diesem Zeitpunkt gab Paolo Tiralongo das Rennen auf.
Schnell baute die Gruppe ihre Führung auf über fünf Minuten aus und erreichte später einen Maximalvorsprung von über sieben Minuten. Den Zwischensprint entschied Casar für sich und Mark Cavendish errang aus dem Feld heraus den letzten noch zu vergebenden Punkt. Die ersten drei Bergwertungen gewann Sylvain Chavanel. Auf dem Weg nach Sestriere griff Roche an, dem Johnny Hoogerland und Kevin De Weert folgten. Langsam kamen sie der Spitze näher. In der Spitzengruppe griff Pérez seine Mitstreiter an, sicherte sich die vierte und höchste Bergwertung des Tages und fuhr die lange Abfahrt alleine hinunter. Chavanel wurde mit über einer Minute Rückstand Zweiter am Berg, das Feld wurde von Thomas Voeckler über die Bergkuppe geführt. In der Verfolgergruppe verlor Hoogerland kurzzeitig den Anschluss.
Im Anstieg zur letzten Bergwertung griff Dmitri Fofonow aus der ersten Verfolgergruppe an, wurde aber wieder eingeholt. Es folgte ein Angriff von Chavanel, der den Führenden einholte, daraufhin aber seinerseits von Boasson Hagen ein- und überholt wurde. Ihm folgte Jonathan Hivert. Auch im Feld erhöhte sich nun das Tempo, woraufhin der Vorsprung der Spitzengruppe wieder sank. Philippe Gilbert konnte dem Tempo nicht mehr folgen. An der Spitze versuchte Chavanel etwas später erneut einen Angriff. Wie am Vortag versuchte auch Alberto Contador einen Angriff, wurde aber auch wieder eingeholt. Hinter Boasson Hagen erreichten schließlich Bauke Mollema und Hivert den Gipfel des Prà Martino.
In der Abfahrt kamen mehrere Fahrer, unter ihnen Voeckler, von der Straße ab und verloren dadurch wertvolle Zeit. Boasson Hagen fuhr an der Spitze einem ungefährdeten Sieg entgegen, seinem zweiten bei dieser Tour de France und dem vierten für einen Norweger. Von den Favoriten setzten sich Contador und Sánchez in der Abfahrt etwas ab, wurden aber von den Mitfavoriten kurz vor dem Ziel wieder eingefangen. Voeckler kam schließlich mit 27 Sekunden Rückstand auf die Gruppe um Contador ins Ziel.

## Bergwertung
| Côte de Sainte-Marguerite Kategorie 3 nach 71,5 km auf 1216 m 2,8 km bei 7,4 % |            |                        |        |
| 1.                                                                             | Frankreich | Sylvain Chavanel (QST) | 2 Pkt. |
| 2.                                                                             | Frankreich | Julien El-Farès (COF)  | 1 Pkt. |

| La Chaussée (montée de Briançon) Kategorie 3 nach 85,5 km auf 1333 m 1,4 km bei 8,3 % |            |                        |        |
| 1.                                                                                    | Frankreich | Sylvain Chavanel (QST) | 2 Pkt. |
| 2.                                                                                    | Belgien    | Bjorn Leukemans (VCD)  | 1 Pkt. |

| Col de Montgenèvre Kategorie 2 nach 96,5 km auf 1860 m 7,9 km bei 6,1 % |             |                          |        |
| 1.                                                                      | Frankreich  | Sylvain Chavanel (QST)   | 5 Pkt. |
| 2.                                                                      | Niederlande | Maarten Tjallingii (RAB) | 3 Pkt. |
| 3.                                                                      | Kasachstan  | Dmitri Fofonow (AST)     | 2 Pkt. |
| 4.                                                                      | Frankreich  | Julien El-Farès (COF)    | 1 Pkt. |

| Sestriere Kategorie 1 nach 117 km auf 2035 m s.l.m. 11,1 km bei 6,3 % |             |                            |         |
| 1.                                                                    | Spanien     | Rubén Pérez (EUS)          | 10 Pkt. |
| 2.                                                                    | Spanien     | Sylvain Chavanel (QST)     | 8 Pkt.  |
| 3.                                                                    | Frankreich  | Julien El-Farès (COF)      | 6 Pkt.  |
| 4.                                                                    | Niederlande | Maarten Tjallingii (RAB)   | 4 Pkt.  |
| 5.                                                                    | Frankreich  | Jonathan Hivert (SAU)      | 2 Pkt.  |
| 6.                                                                    | Norwegen    | Edvald Boasson Hagen (SKY) | 1 Pkt.  |

| Colle Prà Martino Kategorie 2 nach 171 km auf 912 m s.l.m. 6,7 km bei 6,0 % |             |                            |        |
| 1.                                                                          | Norwegen    | Edvald Boasson Hagen (SKY) | 5 Pkt. |
| 2.                                                                          | Niederlande | Bauke Mollema (RAB)        | 3 Pkt. |
| 3.                                                                          | Frankreich  | Jonathan Hivert (SAU)      | 2 Pkt. |
| 4.                                                                          | Frankreich  | Sylvain Chavanel (QST)     | 1 Pkt. |

## Punktewertung
| Zwischensprint in Villar-Saint-Pancrace nach 81,5 km auf 1245 m |                        |                            |         |
| 1.                                                              | Frankreich             | Sandy Casar (FDJ)          | 20 Pkt. |
| 2.                                                              | Norwegen               | Edvald Boasson Hagen (SKY) | 17 Pkt. |
| 3.                                                              | Spanien                | Rubén Pérez (EUS)          | 15 Pkt. |
| 4.                                                              | Niederlande            | Maarten Tjallingii (RAB)   | 13 Pkt. |
| 5.                                                              | Belgien                | Bjorn Leukemans (VCD)      | 11 Pkt. |
| 6.                                                              | Frankreich             | Julien El-Farès (COF)      | 10 Pkt. |
| 7.                                                              | Kasachstan             | Dmitri Fofonow (AST)       | 9 Pkt.  |
| 8.                                                              | Polen                  | Maciej Paterski (LIQ)      | 8 Pkt.  |
| 9.                                                              | Niederlande            | Bauke Mollema (RAB)        | 7 Pkt.  |
| 10.                                                             | Frankreich             | Sylvain Chavanel (QST)     | 6 Pkt.  |
| 11.                                                             | Slowenien              | Borut Božič (VCD)          | 5 Pkt.  |
| 12.                                                             | Kasachstan             | Dmitri Murawjow (RSH)      | 4 Pkt.  |
| 13.                                                             | Frankreich             | Jonathan Hivert (SAU)      | 3 Pkt.  |
| 14.                                                             | Costa Rica             | Andrey Amador (MOV)        | 2 Pkt.  |
| 15.                                                             | Vereinigtes Konigreich | Mark Cavendish (THR)       | 1 Pkt.  |

| Zwischensprint in Pinerolo nach 179 km auf 374 m s.l.m. |             |                            |         |
| 1.                                                      | Norwegen    | Edvald Boasson Hagen (SKY) | 20 Pkt. |
| 2.                                                      | Niederlande | Bauke Mollema (RAB)        | 17 Pkt. |
| 3.                                                      | Frankreich  | Sandy Casar (FDJ)          | 15 Pkt. |
| 4.                                                      | Frankreich  | Julien El-Farès (COF)      | 13 Pkt. |
| 5.                                                      | Frankreich  | Sylvain Chavanel (QST)     | 11 Pkt. |
| 6.                                                      | Kasachstan  | Dmitri Fofonow (AST)       | 10 Pkt. |
| 7.                                                      | Polen       | Maciej Paterski (LIQ)      | 9 Pkt.  |
| 8.                                                      | Kasachstan  | Dmitri Murawjow (RSH)      | 8 Pkt.  |
| 9.                                                      | Frankreich  | Jonathan Hivert (SAU)      | 7 Pkt.  |
| 10.                                                     | Slowenien   | Borut Božič (VCD)          | 6 Pkt.  |
| 11.                                                     | Costa Rica  | Andrey Amador (MOV)        | 5 Pkt.  |
| 12.                                                     | Spanien     | Rubén Pérez (EUS)          | 4 Pkt.  |
| 13.                                                     | Belgien     | Bjorn Leukemans (VCD)      | 3 Pkt.  |
| 14.                                                     | Irland      | Nicolas Roche (ALM)        | 2 Pkt.  |
| 15.                                                     | Niederlande | Maarten Tjallingii (RAB)   | 1 Pkt.  |

## Aufgaben
- Paolo Tiralongo (AST): Aufgabe während der Etappe